# Vuurtoren van Anyer

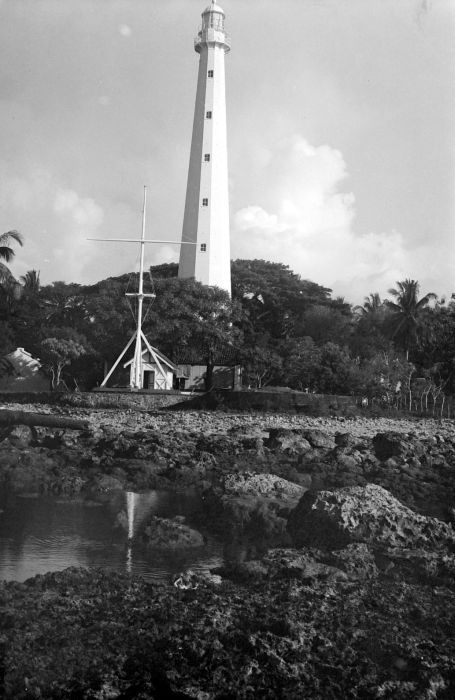
Vuurtoren in Anyer in 1933

De vuurtoren van Anyer is een gietijzeren vuurtoren in Anyer, een plaats in het westen van het Indonesisch eiland Java. De vuurtoren is gebouwd in 1885 ter vervanging van de vuurtoren op het vierde punt, die is vernield door een tsunami als gevolg van de uitbarsting van de Krakatau in 1883 en waarvan het fundament nog zichtbaar is.
De vuurtoren is geschonken door de regering van Willem III der Nederlanden. Op de vuurtoren staat een tekst: “Onder de regeering van Z.M. Willem III Koning der Nederlanden enz.enz.enz. Opgericht voor vast light 2e grootte ter vervanging van den stenen lighttoren in 1880 by de ramp van krakatau vernield. 1885.”